# Pachyteria equestris
Pachyteria equestris är en skalbaggsart som först beskrevs av Newman 1841.  Pachyteria equestris ingår i släktet Pachyteria och familjen långhorningar.
Artens utbredningsområde är Laos. Inga underarter finns listade i Catalogue of Life.